# Deinophloeus sheilae
Deinophloeus sheilae là một loài bọ cánh cứng trong họ Laemophloeidae. Loài này được Thomas miêu tả khoa học năm 1982.